# 中華人民共和国自動車運転免許試験
中華人民共和国自動車運転免許試験は、中国大陸本土の居住者（軍人を除く）が自動車運転免許を取得するために実施される公的な運転技能試験である。試験は３つの科目に分かれている：
- 科目一：道路交通安全法規および関連知識の試験
- 科目二：実地運転技能試験
- 科目三：路上運転技能及び安全運転に関する一般知識の試験
  - 路上運転技能試験
  - 安全で文明的な運転に関する一般知識の試験（通称：科目四）

この３科目すべてに合格すると、運転免許証の交付を受けることができる。試験内容や合格基準は全国一律だが、各地で法定必須試験項目以外の、試験項目、減点や不合格の詳細を決めることができる。現在の自動車運転者試験の基準は、公安部が公表している「自動車運転免許証の申請および使用に関する規則」（公安省令第162号）の改訂版に基づいている。

## 試験科目

### 科目一
科目一は基本的な交通安全法規と関連知識を問う学科試験である。内容は次の通り：
1. 道路交通安全に関する法律、規則
2. 運転免許証の申請及び車両の登録
3. 交通信号
4. 安全違反及び事故処理
5. 自動車の運転操作に関する基礎知識
6. （旅客や大型車等のみ）特殊運転知識

### 科目二
科目二の正式名称は実地運転技能試験科目であり、自動車の基本的な運転操作能力を試験する。採点は 100 点からの減点方式で、旅客や大型車の場合は 90 点以上、それ以外の区分は 80 点以上で合格となる。科目二の合格後、科目三の教習を開始できる。
試験内容は次のとおり。試験場によって内容の順序が変わる：
1. 後進駐車
2. 坂道駐車と発進
3. 直角カーブ
4. S字カーブ
5. 縦列駐車

### 科目三
科目三の正式名称は、道路運転技能及び安全文明運転知識試験科目であり、道路運転技能試験と安全文明運転知識試験に分かれている（後者を科目四と呼ぶ人もいる）。道路運転技能試験は100点で始まり、90点以上で合格となる。安全文明運転知識試験は科目一と同様、試験場のコンピュータを使って、45 分以内に 50 問の選択問題に答える。１問あたり２点、90点以上で合格となる。通常、科目三の合格後すぐに運転免許証を受け取ることができる。
科目一と同様、科目四のほぼ全ての問題は事実上公開されている。
路上運転技能試験の法定試験内容は以下の通り：
1. 乗車準備
2. 発進
3. 直線走行
4. ギア操作
5. 車線変更
6. 臨時駐車
7. 交差点での直進
8. 交差点での左折
9. 交差点での右折
10. 横断歩道の通過
11. 通学路指定区域の通過
12. バス停の通過
13. 対向車の確認
14. 追い越し
15. 転回（Uターン）
16. 夜間運転のシミュレーション（ライト点灯についての試験）

安全で文明的な運転に関する一般知識試験の内容：
1. 違法行為と事例分析
2. 安全運転
3. 交通標識、道路標示、手信号
4. 倫理的、文明的な運転
5. 悪天候や複雑な道路状況下での運転
6. 緊急事態における危険回避
7. 交通事故救助および一般的な危険化学物質の処理